# كيم تشونغ ها
كيم تشونغ-ها (بالإنجليزية Kim Chung-ha) ((الكورية: 김청하),  [(الكورية: 김찬미)]؛ من مواليد 9 فبراير 1996)), المعروفة بأسم تشونغ-ها (Chungha ؛ أو أيضًا تُكتب كـ  CHUNG HA) ، هي مغنية وراقصة وكاتبة أغاني كورية جنوبية. ومصممة رقصات. احتلت المركز الرابع في برنامج الإقصاء Produce 101 ، لتصبح عضوة في فرقة الفتيات I.O.I. بعد تفكك I.O.I في عام 2017، ظهرت تشونغ كفنانة منفردة مع أول أسطوانة مطولة Hands on Me.

## النشأة
وُلدت تشونغها باسم كيم تشان مي (김찬미) في 9 فبراير 1996، في سيول، كوريا الجنوبية. تحت اسمها الإنجليزي آني كيم، عاشت في دالاس، تكساس، لمدة ثماني سنوات قبل أن تعود إلى كوريا الجنوبية لتصبح مغنية.  هي قادرة على التحدث باللغتين الإنجليزية والكورية. تخرجت من جامعة سيجونج، وتخصصت في الرقص. قامت بالإختبار لوكالة واي جي إنترتينمنت وكانت متدربة في جاي واي بي إنترتينمنت قبل انضمامها إلى وكالتها الحالية أم ان أتش إنترتينمنت، كيم تدربت لمدة ثلاث سنوات قبل ظهورها لأول مرة، وكانت ترقص لمدة 6-7 سنوات.  كشفت أنها توقفت تقريبًا عن حضور دروس الرقص في مرحلة ما بسبب مشاكل مالية.

## مسيرتها المهنية

### 2016-2017:إنتاج 101، و I.O.I، وظهورها المنفرد معHands on Me
من 22 يناير إلى 1 أبريل، مثلت كيم وكالتها MNH Entertainment في برنامج إقصاء فرقة الفتيات الواقعية Produce 101  وتم إقصاؤها في المركز الرابع وظهرت لأول مرة في 4 مايو، مع فرقة الفتيات I.O.I مع الألبوم المصغر Chrysalis، اغنيتهم الفريدة "Whatta Man" حققت الأغنية الفردية نجاحًا كبيراً ووصلت المرتبة الثانية على مخطط غاون للموسيقى وفي مخطط غاون فئة الالبومات.

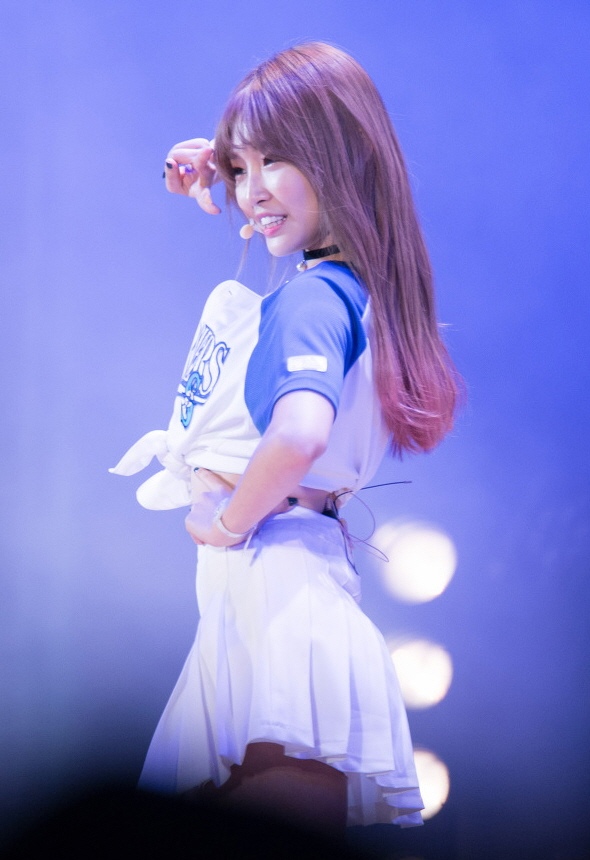
تشونغ ها تؤدي كعضوة في فرقة I.O.I خلال مهرجان لوتي العالمي للشباب في عام 2016.

في 30 يونيو، تم الكشف عن أن تشونغها سيكون لها ظهور خاص في الدراما الكورية Entourage، مع زميلتها ليم نا يونغ.  في 24 يوليو، تم الكشف عن كونها ستظهر في برنامج عروض الإقصاء Hit The Stage.
في 10 يناير 2017، تم اختيار تشونغها لتكون مضيفًا لـ EBS 'Ah!  و ستُظهر تشونغها للمشاهدين كيفية تحسين لياقتهم البدنية، في 21 أبريل، أصدرت أغنيتها بعنوان "Week" على قناة M&H Entertainment الرسمية على اليوتيوب، ثم عقبها في 7 يونيو اصدرت أول أسطوانة مطولة لها بعنوان Hands on Me، مع الاغنية الرئيسية "Why Don't You Know"،  ظهرت تشونغها في أغنية تعاونية في وقت لاحق في ألبوم الفردي الأول كيم سامويل بعنوان Sixteen مع الأغنية "With U".

### 2018–2019: Offset, Blooming Blue, Gotta Go, و Flourishing

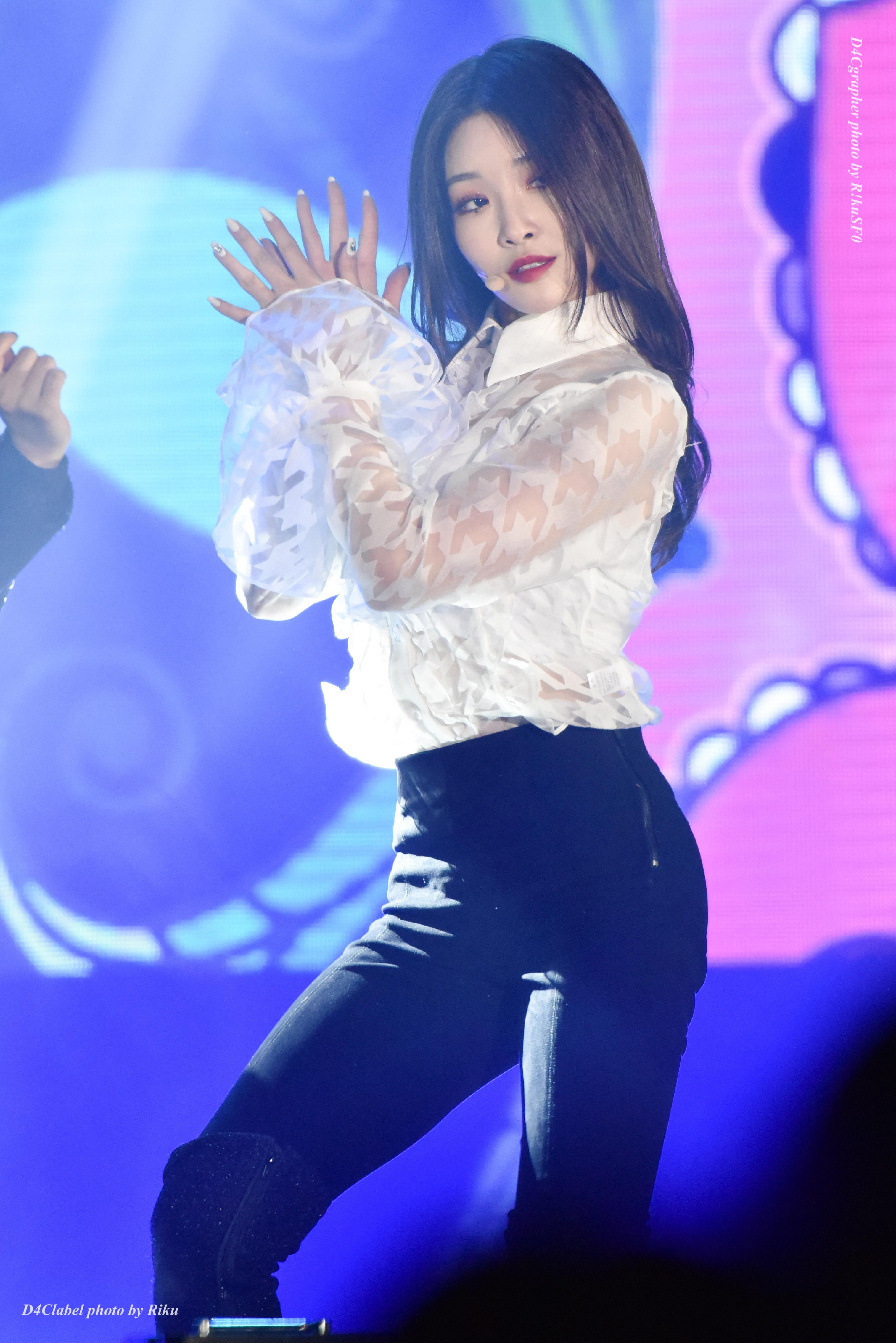
تشونغ ها تؤدي خلال الألعاب البارالمبية الشتوية لعام 2018 ، في 3 مارس.

أصدرت تشونغها أسطوانة مطولة ثانية لها في 17 يناير بعنوان Offset يحتوي على خمسة اغاني بما في ذلك الاغنية الرئيسية "Roller Coaster"، في 26 يونيو أكدت شركة MNH Entertainment أن تشونغها ستعود في 18 يوليو مع ألبومها المصغر الثالث بعنوان Blooming Blue، مع "Love U" كأغنية رئيسية، أصبحت تشونغها سفيرة لمهرجان سيول الدولي للسينما المعمارية في أكتوبر من نفس العام.
في 2 يناير، 2019، أصدرت Gotta Go، في 9 يناير، فازت تشونغها بأول جائزة لها في البرنامج الموسيقية على شوو تشامبين،  أصدرت تشونغها رابع أسطوانة مطولة Flourishing، في 24 يونيو، 2019، إلى جانب الفيديو الموسيقي للاغنية الرئيسية "Snapping"، حصلت تشونغها على جائزة أفضل منتج للعام والأداء الساخن للعام مع أغنية "Gotta Go" في حفل توزيع جوائز غاون، في 12 ديسمبر 2019، نشرت بيلبورد قائمة «أفضل 25 أغاني كي- بوب لعام 2019»، مع تصنيف "Gotta Go" في المرتبة الثالثة

### 2020: استمرار النجاح والترويج في الولايات المتحدة
في يناير 2020، تعاونت تشونغها مع بول كيم في أغنية "Loveship" الفردية، التي صدرت في 21 يناير، 2020. وكانت أغنية لـ الدراما الطبيب الرومانسي.
عادت تشونغ ها لأول مرة في عام 2020 بأغنية جديدة «كل شخص لديه» في 29 فبراير كجزء من مشروع يدعى نيو ويف لوكالة MNH، من في 10 مارس ، أعلنت MNH للترفيهة أن تشونغ عا وقعت مع وكالة أمريكية تدعى إي سي أم بارتنرز ، لأجل الترويج العالمي لها.
في أبريل ، تعاونت تشونغ ها  في أغنية بوب "Lie" مع عضوة فرقة تي في أكس كيو تشانغ من،  وهي أغنية لأسطوانته المطولة بعنوان «شوكولاتة» وتتحدث عن العواطف المتبادلة بين العشاق الذين يشعرون بالحب بكثافات مختلفة. في 27 أبريل ، تم إصدار «ابق الليلة» كأغنية ما قبل الإصدار من ألبومها القادم.

## التأثير
ذكرت تشونغها أن المغنية آي يو هي قدوتها لأنها تعجب بالطريقة التي تعزف بها وتغني وترقص.

## ديسكوغرافيا

### أسطوانة مطولة
- هاندز أون مي (2017)
- أوفست (2018)
- بلومنغ بلو (2018)
- مزدهر (2019)

## وصلات خارجية
- كيم تشونغ ها على موقع IMDb (الإنجليزية)
- كيم تشونغ ها على موقع ميوزك برينز (الإنجليزية)
- كيم تشونغ ها على موقع ديسكوغز (الإنجليزية)
- Chungha نسخة محفوظة 2 مايو 2019 على موقع واي باك مشين. at MNH Entertainment (بالكورية)